# 芙蓉鎮 (電視劇)
《芙蓉鎮》是台灣電視公司於1989年12月1日至1990年1月18日播出的八點檔連續劇，改編自古華小說《芙蓉镇》，製作人胡錦，導演賴水清，趙雅芝、沈孟生、雲中岳、賴水清、蕭大陸、江明、吳風、鄧程惠等人主演。

## 簡介
《芙蓉鎮》是台灣電視史上首度改編自中國大陸傷痕文學作品的電視劇，並且實際前往中國大陸取景拍攝，加上聘請趙雅芝出演，未演先轟動。

## 演員表
- 胡玉音─趙雅芝
- 秦書田─沈孟生
- 谷燕山─雲中岳
- 黎桂桂─賴水清
- 黎滿庚─蕭大陸
- 王秋赦─江明
- 楊明高─吳風
- 李國香─鄧程惠
- 王秀珍─丁鴻雯